# Ilwaco
Ilwaco az Amerikai Egyesült Államok északnyugati részén, Washington állam Pacific megyéjében elhelyezkedő város. A 2010. évi népszámlálási adatok alapján 936 lakosa van.
A város iskoláinak fenntartója az Ocean Beach Tankerület.

## Története
A település névadója Elwahko Jim, Comcomly törzsfőnök fia. Ilwacóban egykor nagyobb számú finn bevándorló élt.
Az Ilwaco Railway and Navigation Company vasútállomása a Spruce Streeten volt, az Ilwaco Mill and Lumber Company üzeméhez pedig szárnyvonal vezetett.
A First Streeten 1890 után palánkokat helyeztek el, szilárd burkolatot pedig 1916-ban kapott. A belváros közelében egykor áfonyatermesztéssel is foglalkoztak.
Ilwaco 1890. december 2-án kapott városi rangot.

## Éghajlat
A város éghajlata mediterrán (a Köppen-skála szerint Csb).
| Hónap                         | Jan. | Feb. | Már. | Ápr. | Máj. | Jún. | Júl. | Aug. | Szep. | Okt. | Nov. | Dec. | Év   |
| ----------------------------- | ---- | ---- | ---- | ---- | ---- | ---- | ---- | ---- | ----- | ---- | ---- | ---- | ---- |
| Rekord max. hőmérséklet (°C)  | 12,0 | 13,3 | 14,9 | 15,0 | 18,3 | 19,0 | 20,7 | 21,3 | 22,1  | 18,4 | 14,6 | 11,3 | 22,1 |
| Átlagos max. hőmérséklet (°C) | 8,8  | 10,1 | 11,6 | 13,1 | 15,3 | 17,0 | 18,7 | 19,3 | 19,4  | 16,1 | 11,6 | 9,1  | 14,2 |
| Átlaghőmérséklet (°C)         | 5,3  | 6,3  | 7,5  | 8,9  | 11,2 | 13,2 | 14,8 | 15,1 | 14,1  | 10,7 | 7,7  | 5,6  | 10,1 |
| Átlagos min. hőmérséklet (°C) | 1,8  | 2,5  | 3,4  | 4,8  | 7,2  | 9,4  | 10,9 | 10,8 | 8,7   | 5,5  | 3,8  | 2,1  | 5,9  |
| Rekord min. hőmérséklet (°C)  | −3,1 | −1,2 | 1,2  | 2,3  | 5,7  | 7,5  | 9,2  | 8,2  | 6,4   | 2,7  | −0,6 | −1,4 | −3,1 |
| Átl. csapadékmennyiség (mm)   | 295  | 252  | 229  | 153  | 100  | 76   | 43   | 45   | 84    | 172  | 300  | 314  | 2063 |
| Forrás: Weatherbase           |      |      |      |      |      |      |      |      |       |      |      |      |      |

## Népesség
A 2010-es népszámláláskor a városnak 936 lakója, 443 háztartása és 257 családja volt. A népsűrűség 174,9 fő/km2. A lakóegységek száma 567, sűrűségük 106 db/km2. A lakosok 89,9%-a fehér, 0,3%-a afroamerikai, 2,1%-a indián, 0,5%-a ázsiai,  3,6%-a egyéb, 3,5%-a pedig kettő vagy több etnikumú. A spanyol vagy latino származásúak aránya 5,7% (   )
A háztartások 21,2%-ában élt 18 évnél fiatalabb. 46,7% házas, 8,4% egyedülálló nő, 2,9% egyedülálló férfi, 42% pedig nem család. 35,7% egyedül élt; 13,7%-uk 65 éves vagy idősebb. Egy háztartásban átlagosan 2,11 személy élt; a családok átlagmérete 2,68 fő.
A medián életkor 50,2 év volt. A város lakóinak 16,7%-a 18 évesnél fiatalabb, 5,2% 18 és 24 év közötti, 21,2%-uk 25 és 44 év közötti, 35,3%-uk 45 és 64 év közötti, 21,6%-uk pedig 65 éves vagy idősebb. A lakosok 51,5%-a férfi, 48,5%-a pedig nő.

## Fordítás
- Ez a szócikk részben vagy egészben  az   Ilwaco, Washington című angol Wikipédia-szócikk ezen változatának fordításán alapul.  Az eredeti cikk szerkesztőit annak laptörténete sorolja fel. Ez a jelzés csupán a megfogalmazás eredetét és a szerzői jogokat jelzi, nem szolgál a cikkben szereplő információk forrásmegjelöléseként.